# Пародия прекрасная
Паро́дия прекра́сная (лат. Parodia formosa) — кактус из рода Пародия.

## Описание
Стебель шаровидный, с уплощённой слабоопушённой верхушкой, серо-зелёный с бронзовым отливом. Рёбер 15-20, они чётко выражены, разделены на бугорки.
Все колючки коричневатые, до 0,5-0,6 мм длиной, радиальных — около 30; центральных — 6-12, могут быть до 8 см длиной.
Цветки жёлтые.

## Распространение
Эндемик Боливии.

## Синонимы
- Parodia parvula
- Parodia winbergii
- Parodia tillii
- Parodia pusilla
- Parodia parvula
- Parodia pachysa
- Parodia purpureo-aurea
- Parodia chirimoyarana
- Parodia chaetocarpa
- Parodia cardenasii
- Parodia carapariana
- Parodia bellavistana
- Parodia setispina